# Wikstroemia elliptica
Wikstroemia elliptica är en tibastväxtart som beskrevs av Elmer Drew Merrill. Wikstroemia elliptica ingår i släktet Wikstroemia och familjen tibastväxter. Inga underarter finns listade i Catalogue of Life.